# سامبيتريني

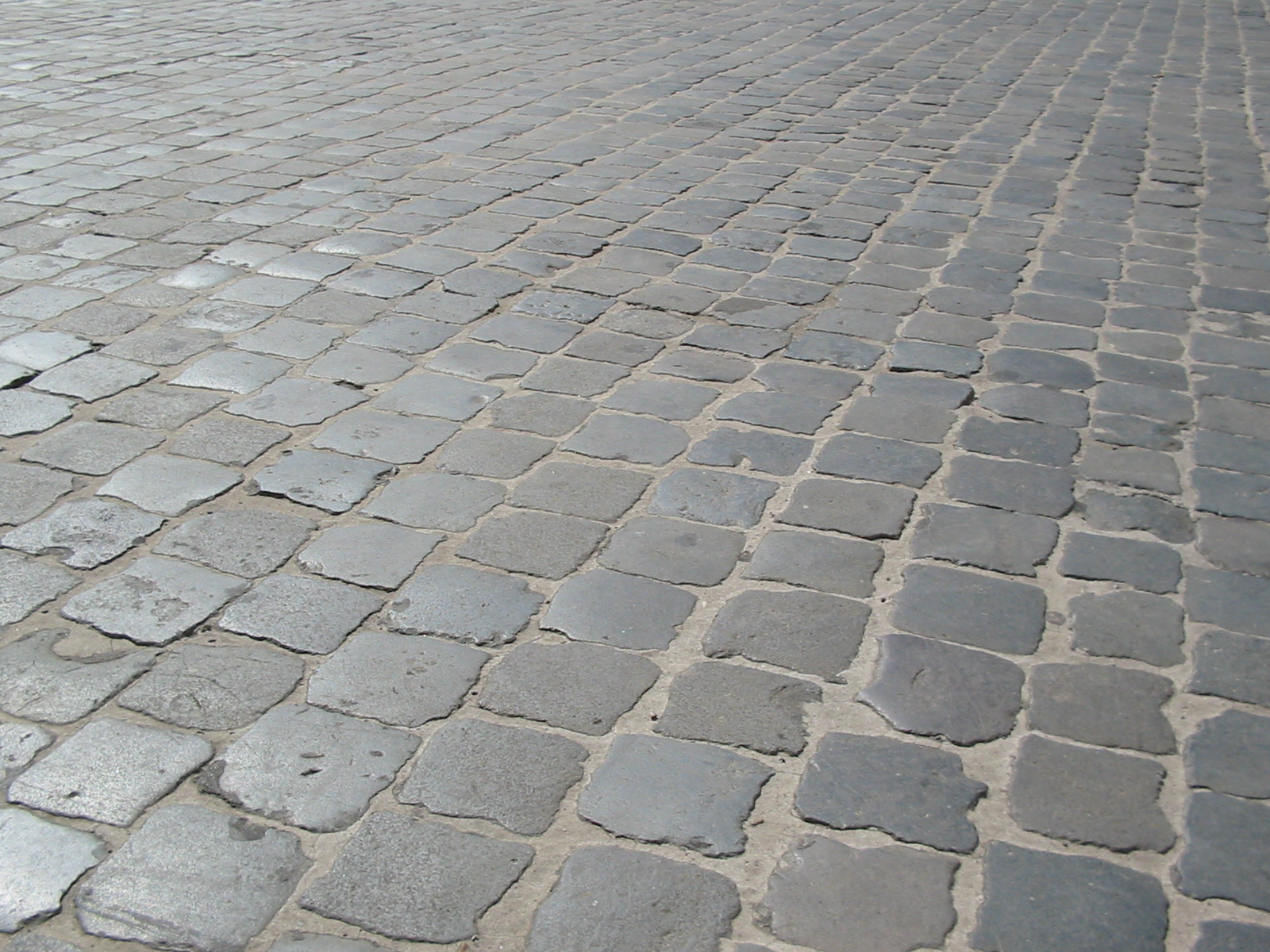
صورة لرصيف السامبيتريني

سامبيتريني (كلمة إيطالية) هو النوع النموذجي من الأرصفة الموجودة في العديد من المدن الإيطالية. وهي مصنوعة من الحجارة المشطوفة من البازلت الأسود («السامبيتريني»)، وضعت واحدة بجانب الأخرى.

## تاريخ
تم صنع أقدم الأمثلة بقطع الكتل الكبيرة التي تم استخدامها في الطرق الرومانية القديمة، والتي تم اكتشافها مؤخرًا في الحفريات الأثرية في القرن الخامس عشر والسادس عشر. كان أول استخدام موثق في روما لأحجار «السامبيتريني» في عهد البابا سيكتوس الخامس (1585). منذ ذلك الحين وعلى مدى القرنين التاليين، استخدمت الأحجار لرصف جميع شوارع روما الرئيسية، وتفوقت على الطوب، لتوفيره سطحا للعربات أكثر سلاسة وقوةً، مع وجود أسباب أخرى.
وُلد اسم السامبيتريني الحالي في عام 1725، عندما قام المونسنيور لودوفيكو سيرجاردي، محافظ صندوق الخزانة في فابريكا دي سان بيترو، بعد تقييم الظروف السيئة التي كان يعيشها ميدان القديس بطرس، قبل فترة وجيزة، كادت العربة التي كانت على متنها البابا أن تنقلب، فقرر تمهيد الساحة مع الكتل المميزة للوسيتيت، وهو صخرة بركانية نموذجية في المناطق البركانية لاتسيو.

## ميزات
النقاط الجيدة هي:
- لا تغطي الأرض بالكامل، تاركًة مسافات صغيرة حتى تمر المياه من خلالها.
- تتكيف بسهولة مع عدم استواء الأرضية
- قوية جدا
- بعد وضعها، يمكن أن تقاوم حركات كبيرة جدا من الأرضية

النقاط السلبية هي:
- تصبح الأرضية غير منتظمة مع مرور الوقت
- إذا وجدت الرطوية، يمكن أن تصبح زلقة للغاية

نظرًا لخصائصها، فإن سامبيتريني غير مناسب للشوارع التي تنتقل فيها حركة المرور بسرعة عالية. في الوقت الحاضر يقتصر استخدامه إلى حد كبير على الشوارع التاريخية أو الضيقة للغاية في وسط روما (في تراستيفير على سبيل المثال)، حيث حركة المرور خفيفة وبطيئة.
لقد كان سامبيتريني السلاح المفضل في أعمال الشغب الإيطالية منذ الستينيات، فهي سهلة التجميع، وهي جزء من تاريخ الصراع الطبقي في إيطاليا.
في يوليو 2005، أعلن عمدة روما والتر فيلتروني أن رصيف سامبيتريني يسبب العديد من المشاكل: قد يكون عدم انتظامه خطيرًا على الأشخاص الذين يركبون الدراجات أو أي مركبة ذات عجلتين؛ وعلاوة على ذلك، فإن المركبات الكبيرة التي تمر بها مزعجة للغاية وتسبب اهتزازات واسعة يمكن أن تلحق الضرر بالمباني المحيطة. على الرغم من القول بأن هذه المشكلات ناتجة عن عدم كفاية الصيانة، قال فيلتروني أنه من الآن فصاعدًا، سيتم إزالة سامبيريتري حيثما كان ذلك ممكنًا، مع الاحتفاظ بها فقط في مناطق المشاة والشوارع المميزة.

## معرض صور

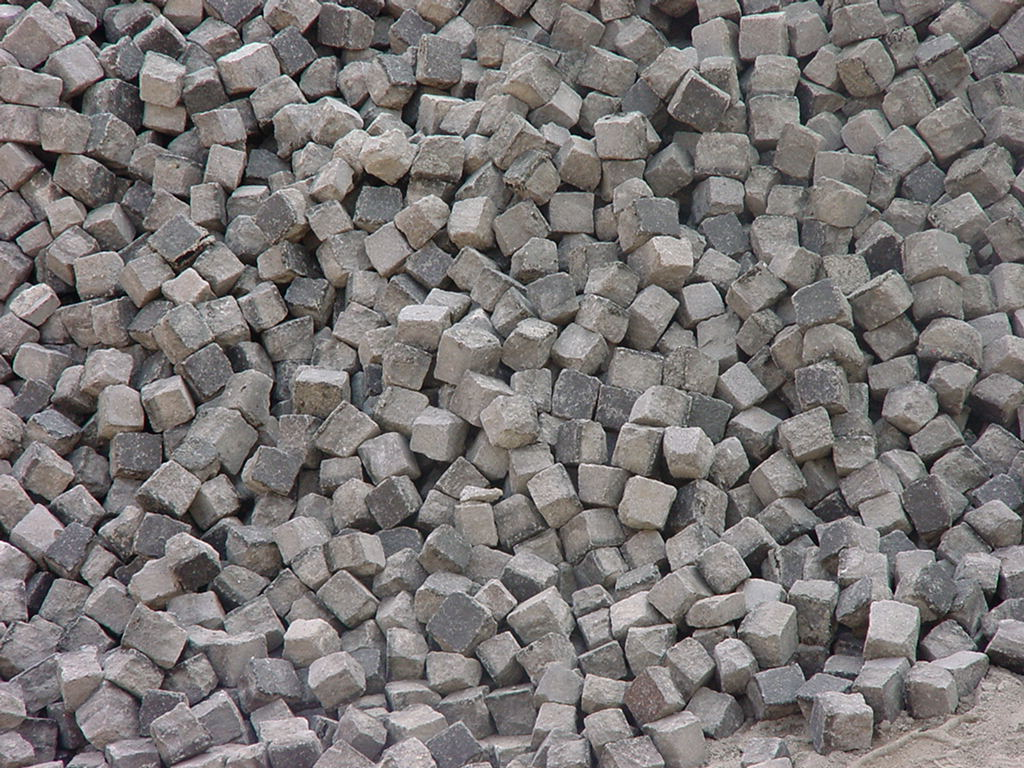
كومة من أحجار السامبيتريني
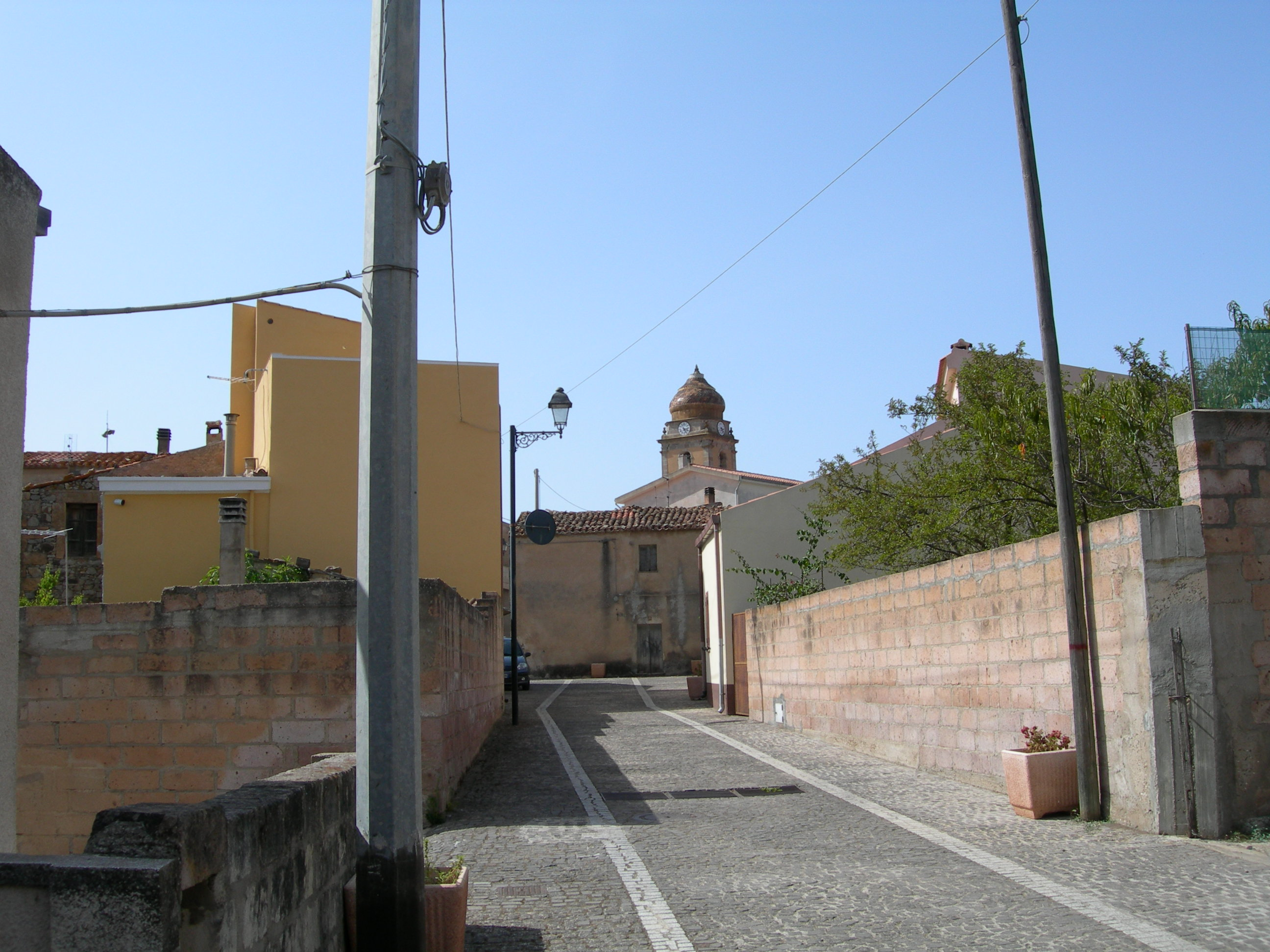
مثال على الرصيف مع السامبيتريني
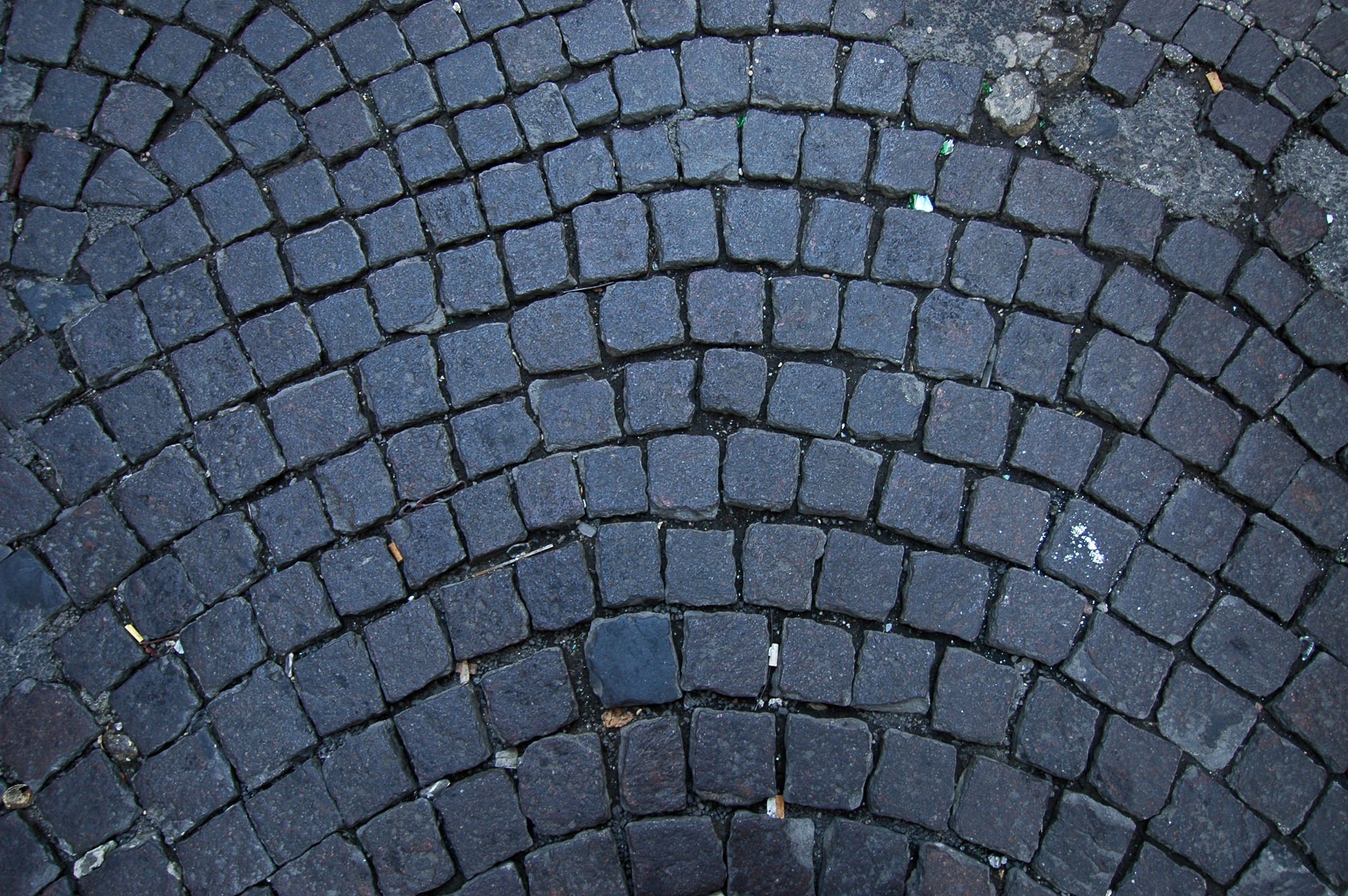
رصف بالسامبيتريني
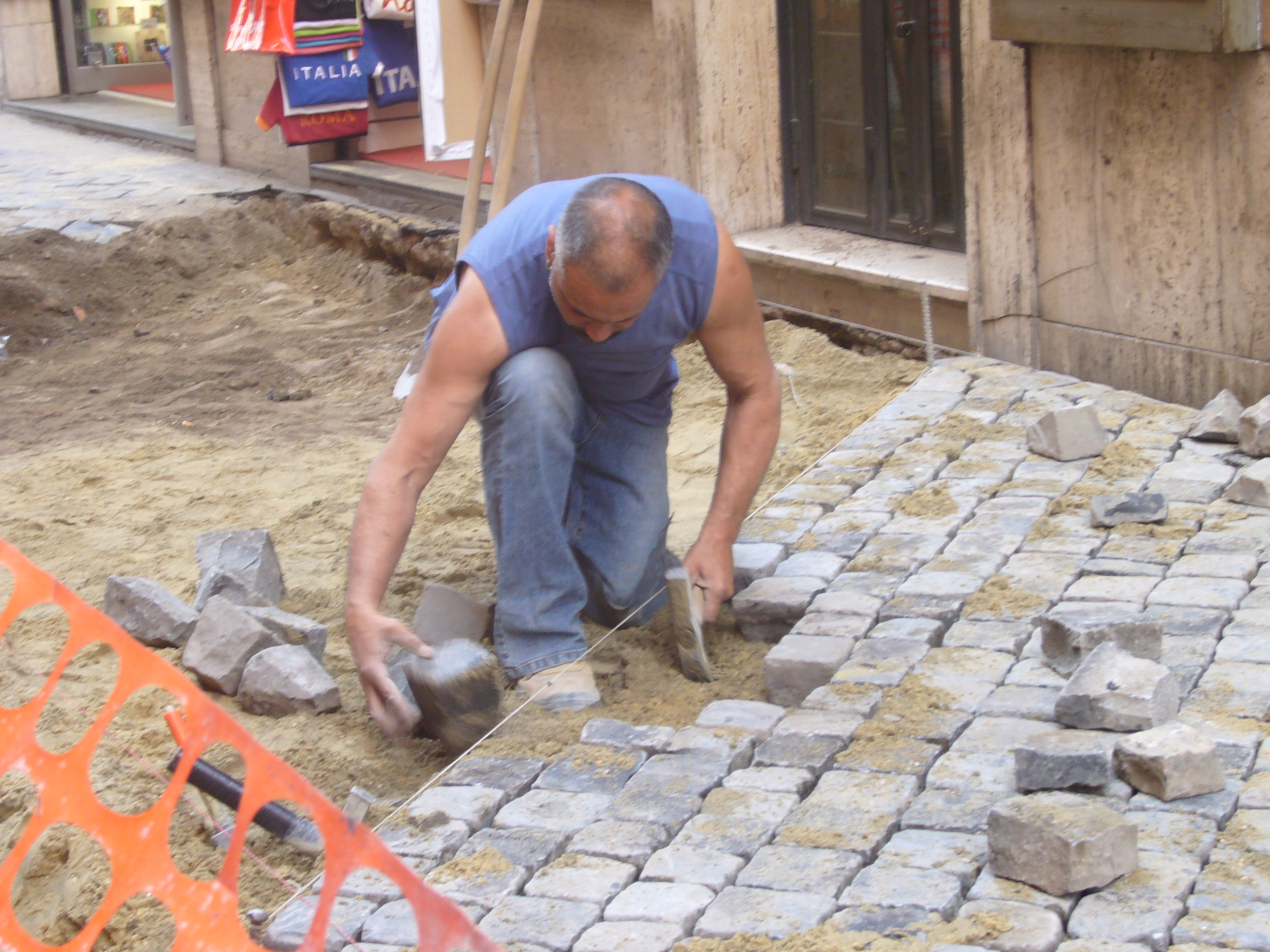
أثناء الإنشاء